# Инертал (Болцано)
Инертал је насеље у Италији у округу Болцано, региону Трентино-Јужни Тирол.
Према процени из 2011. у насељу је живело 63 становника. Насеље се налази на надморској висини од 1367 м.